# پرواز شماره ۳۶۰۳ آئروفلوت
پرواز شماره ۳۶۰۳ آئروفلوت(به انگلیسی: Aeroflot Flight 3603) یک پرواز از کراسنویارسک به مقصد نوریلسک بود که با ۱۶۰ مسافر و ۷ خدمه بودند، در تاریخ ۱۷ نوامبر ۱۹۸۱ دچار سانحه شد و ۹۹ نفر جان باختند .